# Moulins-lès-Metz
Moulins-lès-Metz là một xã trong vùng Grand Est, thuộc tỉnh Moselle, quận Metz-Campagne, tổng Woippy. Tọa độ địa lý của xã là 49° 06' vĩ độ bắc, 06° 06' kinh độ đông. Moulins-lès-Metz nằm trên độ cao trung bình là 175 mét trên mực nước biển, có điểm thấp nhất là 165 mét và điểm cao nhất là 196 mét. Xã có diện tích 6,98 km², dân số vào thời điểm 1999 là 4663 người; mật độ dân số là 668 người/km². Xã nằm về phía tây của Metz.

## Thông tin nhân khẩu
| 1962  | 1968  | 1975  | 1982  | 1990  | 1999  |
| ----- | ----- | ----- | ----- | ----- | ----- |
| 2 590 | 4 160 | 5 700 | 5 034 | 4 827 | 4 663 |